# Nécropole de Carenque
La nécropole de Carenque  est un site archéologique composé de trois tombeaux bien conservés du Néolithique tardif (environ 3.000 av. J.-C.) creusés dans des affleurements calcaires. Elle est située dans la freguesia de Mina de Água (pt), sur le territoire de la municipalité de Amadora (district de Lisbonne, Portugal). 
,. 
Elle est classée Bien d'intérêt public (Catégorie IIP) monument national depuis 19136 .

## Historique
Le site de la nécropole a été découvert et fouillé en 1932 et a été classé Monument National en 1936. Le court laps de temps entre la découverte en 1932 et cette classification doit beaucoup au rôle important joué à l'époque par l'archéologue responsable de la découverte des grottes, Manuel Heleno, qui était directeur par intérim de ce qui est aujourd'hui le Musée national d'archéologie de Lisbonne. 

## Description
Ces tombes, appelées génériquement grottes artificielles car creusées dans la roche (hypogées), s'inscrivent dans une tradition culturalo-funéraire méditerranéenne, dans une phase tardive du mégalithisme. La construction et le premier dépôt de cadavres remontent à la fin du Néolithique (IVe millénaire av. J.-C.), et leur utilisation ultérieure est également attestée au Chalcolithique.
les trois tombes, creusées dans le calcaire albien-cénomanien, possèdent chacune un couloir d'accès qui communique avec la chambre funéraire par un petit portail. La chambre est percée d'un trou, ou lucarne, dans son toit, et celui-ci ainsi que le couloir étaient fermés par des dalles de calcaire. Dans ses carnets de terrain, M. Heleno fait référence à une quatrième petite grotte, déjà presque entièrement détruite.
On sait peu de choses sur les morts qui y sont enterrés. On ignore s'ils provenaient tous du même village ou s'ils appartenaient à un groupe social spécifique ayant un accès exclusif à la nécropole. On ignore presque tout des rituels auxquels ils étaient soumis, mais on admet, d'après ce que l'on sait de cette culture, que dans les sépultures les plus anciennes, les corps étaient peut-être accroupis contre les murs, en position fœtale, entourés de leurs offrandes respectives.
Les vestiges comprennent des ossements d'individus représentatifs des types humains qui peuplaient le sud de l'Estrémadure à cette époque. Des céramiques, des matériaux lithiques et métalliques ont également été collectés, ainsi que des objets votifs qui accompagnaient les morts lors du rituel funéraire. Les plus courantes sont des idoles en calcaire, allant de cylindres simples ou décorés à des représentations d'outils comme l'herminette. Des plaques d'ardoise et des lunules en calcaire ont également été collectées, toutes deux percées de trous pour leur suspension. Ces objets sont conservés au Musée national d'archéologie de Lisbonne et font parfois partie d'expositions organisées par cette institution.

## Galerie

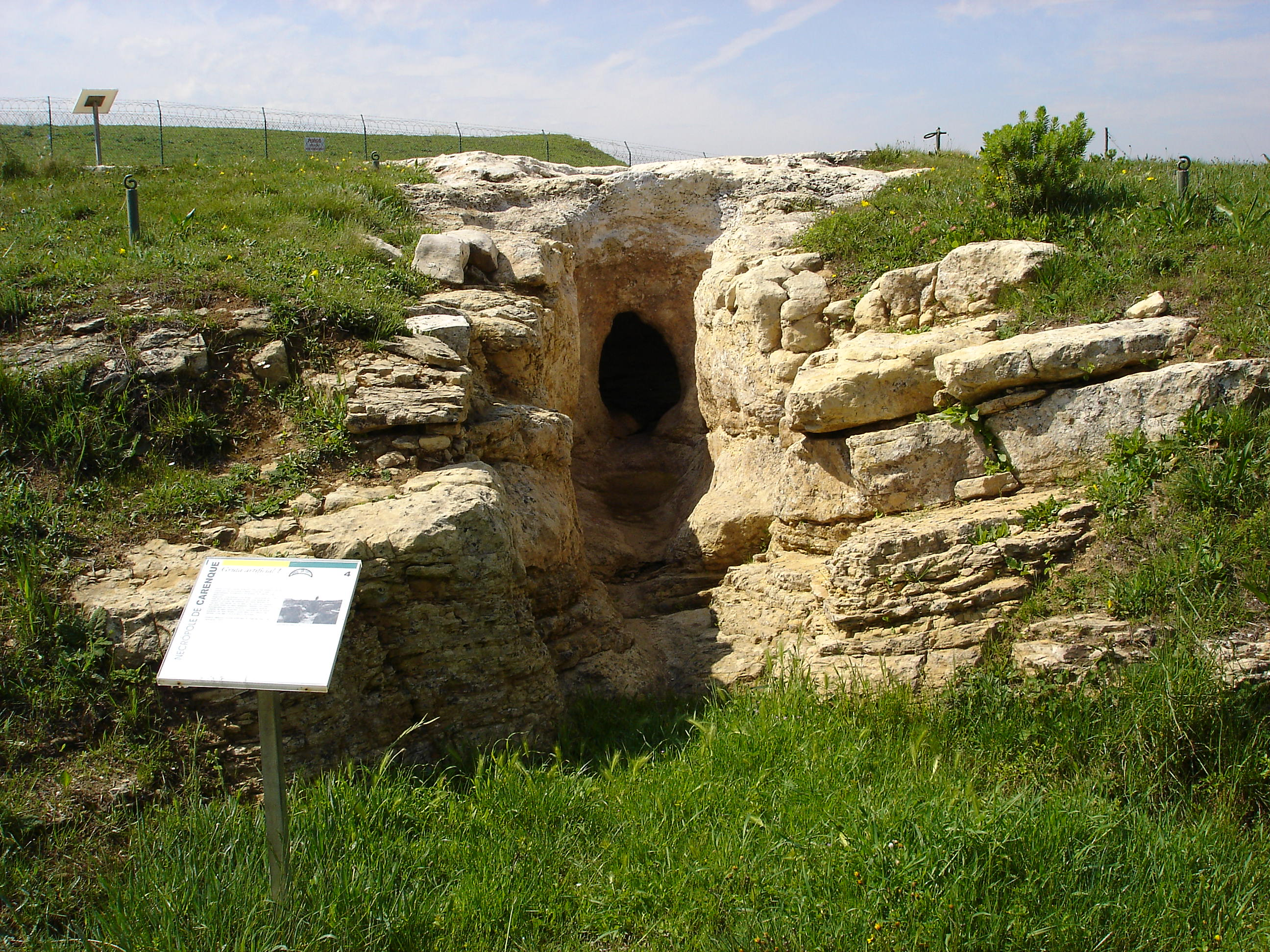
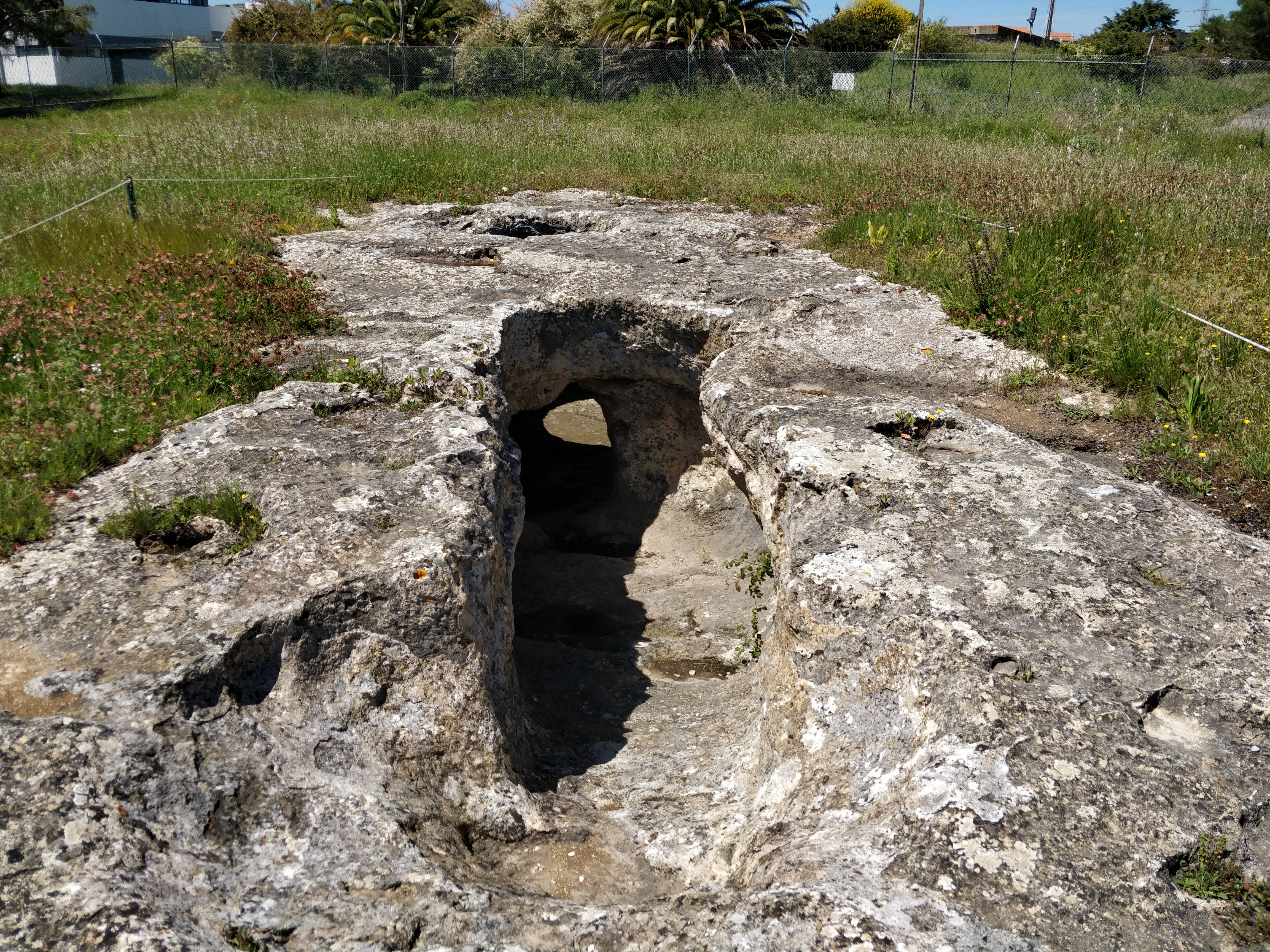